# Calophyllum roseocostatum
Calophyllum roseocostatum är en tvåhjärtbladig växtart som beskrevs av P.F. Stevens. Calophyllum roseocostatum ingår i släktet Calophyllum och familjen Calophyllaceae. Inga underarter finns listade i Catalogue of Life.